# See You on the Other Side
See You on the Other Side (englisch für „Wir sehen uns auf der anderen Seite“) ist das siebte Studioalbum der US-amerikanischen Nu-Metal-Band Korn. Es wurde am 6. Dezember 2005 unter dem Label Virgin Records veröffentlicht. Es ist das erste Album ohne Gitarrist Brian Welch und das letzte mit Schlagzeuger David Silveria.

## Entstehung
Anfang 2005 trennte sich die Band von Immortal Records, da man mit der Vermarktung in den letzten Jahren nicht mehr zufrieden war. Korn wollten das Album zunächst über ihr eigenes Label Elementree aufnehmen, entschieden sich letzten Endes jedoch dazu einen Vertrag bei Virgin Records zu unterzeichnen. Kurz darauf stieg Gitarrist Brian Welch aus. Er hatte laut eigener Aussage seinen Glauben zu Gott gefunden und hielt es nicht mehr länger tragbar Mitglied bei Korn zu sein. Außerdem wollte er mehr Zeit mit seiner Familie verbringen, die derzeit nur aus seiner Tochter besteht. Seine Eindrücke hielt er in seinem 2008 erschienenen Buch Save Me From My Self fest. Sänger Jonathan Davis meinte daraufhin, dass die Band noch nicht bereit für einen neuen Gitarristen sei und das Album deshalb nur zu viert aufgenommen wurde. Das Album wurde neben Davis von Atticus Ross und dem Produzenten-Trio The Matrix produziert. Sie trugen auch zum Songwriting bei. Bereits am 27. September 2005 erschien als Vorab-Single Twisted Transistor. Das Album erschien nach mehreren Verschiebungen am 6. Dezember 2005 weltweit. Nach der Album-Tour stieg Schlagzeuger David Silveria aus. Er fühlte sich erschöpft und benötigte eine Pause. Er wurde 2008 durch Ray Luzier ersetzt.

## Musikstil
Auf dem Album experimentierten Korn mehr als auf den vorherigen. Man legte besonders Wert auf das Schlagzeugspiel, welches sehr in den Vordergrund gerückt ist. Zudem enthält das Album viele Einflüsse aus dem Industrial Rock, weswegen elektronische Parts stärker vorhanden sind als auf den bisherigen Alben. Zudem setzte man zum ersten Mal ein Keyboard ein, das von Produzent Atticus Ross gespielt wurde. Erstmals wurden auch Themen wie Politik und Patriotismus angesprochen.
Jonathan Davis äußerte sich zu dem Album wie folgt:

It's funky, it's heavy, it's dark and sometimes, industrial-tinged. Working with so many different people and everything, it's made it out to be a really well-rounded album of a lot of different things. It's definitely Korn, it's definitely groove-oriented. But it's our most experimental album to date. We're very excited. We're all sitting around, when we listen to it, looking at each other going, 'I can't believe that's us.' I think people are really going to dig it.

„Das Album ist funky, hart, düster und manchmal Industrial gefärbt. Das Arbeiten mit so vielen Leuten hat es zu einem wirklich abgerundeten Album gemacht. Es ist definitiv Korn und Groove orientiert. Aber wir haben hier am Meisten experimentiert, im Vergleich zu anderen Alben von uns. Wir sind sehr aufgeregt. Wir sitzen alle zusammen, wenn wir unserer Musik zuhören, sehen uns gegenseitig an. ´Ich kann nicht glauben, dass wir das sind.´
Ich denke mal, dass viele Leute es schätzen werden.“

## Titelliste
Die Bonus-CD beinhaltet außerdem zwei Live-Videos von Twisted Transistor und Hypocrites. Bei iTunes gab es zusätzlich den Song Inside Out.

### Standard-Version
1. Twisted Transistor (Korn/The Matrix) – 4:12
2. Politics (Korn/The Matrix) – 3:16
3. Hypocrites (Korn/The Matrix) – 3:49
4. Souvenir (Korn/The Matrix) – 3:49
5. 10 or a 2-Way (Korn/The Matrix/Ross) – 4:41
6. Throw Me Away (Korn/The Matrix/Ross) – 4:41
7. Love Song (Korn/The Matrix/Ross) – 4:18
8. Open Up (Korn/The Matrix/Ross) – 6:15
9. Coming Undone (Korn/The Matrix) – 3:19
10. Getting Off (Korn/The Matrix) – 3:25
11. Liar (Korn/The Matrix) – 4:14
12. For No One (Korn/The Matrix) – 3:37
13. Seen It All (Korn/The Matrix/Ross) – 6:19
14. Tearjerker (Korn/The Matrix/Atticus Ross/Leo Ross) – 5:05

### Bonus-CD
1. It’s Me Again – 3:35
2. Eaten Up Inside – 3:18
3. Last Legal Drug (Le Petit Mort) – 5:15
4. Twisted Transistor (Dante Ross Mix) – 3:29
5. Twisted Transistor (Dummies Club Mix) – 7:55

## Singleauskopplungen

### Twisted Transistor
Twisted Transistor ist die erste Single und wurde am 27. September 2005 veröffentlicht. Die Amerikanische Version hatte auf der B-Seite drei Remixe. Die deutsche und australische Version der Single hatte als B-Seite den Song Appears sowie zusätzlich einige Remixe. Die britische Version hatte zusätzlich den Song Too Late I'm dead. Der Song war in mehreren Ländern in den Charts. In den USA schaffte es die Single bis auf Platz drei der Mainstream Rock Songs, in Deutschland war der Song auf Platz 66, in Österreich auf Platz 37, in Italien auf Platz 14, in Großbritannien auf Platz 27 und in Finnland auf Platz sechs. In dem Musikvideo haben die Rapper Lil Jon als Jonathan Davis, Xzibit als Fieldy, Snoop Dogg als Munky und David Banner als David Silveria Gast-Auftritte.

### Coming Undone
Coming Undone ist die zweite Single des Albums und wurde am 21. Februar 2006 ausgekoppelt. Die britische Version enthielt zusätzlich den Song Eaten Up Inside. Der Song war auf Platz drei der amerikanischen Main-Stream Rock Songs, in Deutschland auf Platz 86, in Großbritannien auf Platz 63, in Italien auf Platz 36 und in Neuseeland auf Platz 16. Das dazugehörige Musikvideo wurde von Little X produziert.

### Politics
Politics ist die letzte Single des Albums und wurde am 29. August 2006 ausgekoppelt. In den USA gab es zu dem Song zwei Maxi-Singles und zwei digitale Versionen, auf denen sich neben Politics mehrere Remixe bzw. Live-Auftritte befanden. Der Song schaffte es auf Platz 18 der Main Stream Rock Songs-Liste von Billboard. Das Video zeigt einen Live-Auftritt der Band in East Troy, Wisconsin vom 26. August 2006.
Zu Liar wurde 2006 ein Musikvideo produziert, welches komplett am Computer animiert wurde. Der Song wurde allerdings nicht als Single ausgekoppelt.

## Rezensionen
Conny Schiffbauer von Rock Hard äußerte, dass See You on the Other Side nicht zu den besten Korn-Alben gehörte, tolerante Fans aber durchaus ihren Spaß an dem Album haben könnten. Sie vergab 7.5 von 10 möglichen Punkten. Mathias Möller von Laut.de meinte, dass dem Album sämtliche Hits fehlen. Für ihn komme „zu selten ein Hörvergnügen auf“. Er vergab zwei von fünf möglichen Sternen.

## Kommerzieller Erfolg

### Chartplatzierungen
| ChartsChartplatzierungen       | Höchstplatzierung | Wochen |
| ------------------------------ | ----------------- | ------ |
| Deutschland (GfK)              | 12 (25 Wo.)       | 25     |
| Österreich (Ö3)                | 7 (20 Wo.)        | 20     |
| Schweiz (IFPI)                 | 11 (13 Wo.)       | 13     |
| Vereinigte Staaten (Billboard) | 3 (49 Wo.)        | 49     |
| Vereinigtes Königreich (OCC)   | 71 (2 Wo.)        | 2      |

| ChartsJahrescharts (2006)      | Platzierung |
| ------------------------------ | ----------- |
| Österreich (Ö3)                | 57          |
| Vereinigte Staaten (Billboard) | 42          |

### Auszeichnungen für Musikverkäufe
| Land/Region                  | Auszeichnungen für Musikverkäufe (Land/Region, Auszeichnung, Verkäufe) | Verkäufe  |
| ---------------------------- | ---------------------------------------------------------------------- | --------- |
| Australien (ARIA)            | Gold                                                                   | 35.000    |
| Deutschland (BVMI)           | Gold                                                                   | 100.000   |
| Kanada (MC)                  | Gold                                                                   | 50.000    |
| Neuseeland (RMNZ)            | Platin                                                                 | 15.000    |
| Vereinigte Staaten (RIAA)    | Platin                                                                 | 1.000.000 |
| Vereinigtes Königreich (BPI) | Silber                                                                 | 60.000    |
| Insgesamt                    | 1× Silber · 3× Gold · 2× Platin ·                                      | 1.260.000 |